# Белосарайская коса
Белосара́йская коса́ (укр. Білосарайська коса) — песчаная коса в северной части Азовского моря, напротив устья реки Мокрая Белосарайка, в 25 км к западу от Мариуполя, ограничивающая Таганрогский залив с севера и Белосарайский залив с юго-востока. У косы находится вершина Белосарайского залива — бухта Таранья. Длина косы около 14 км, ширина у основания 13 км. Площадь занимаемой поверхности суши 74 км², или 7400 га, акватория — 194 га.
Расположена в Мариупольском районе Донецкой области Украины. На 2023 год находится под российской оккупацией.

## Природа
В 1920-х годах коса входила в систему новообразованных заповедников. Ныне на территории косы располагается ландшафтный заказник площадью 616 га. Постановлением Совета министров УССР № 132 от 25 февраля 1980 года коса получила статус заказника общегосударственного значения. Заказник входит в национальный природный парк «Меотида».
На косе можно встретить солончаки, небольшие озёра и лиманы. Лиманы зимой затоплены водой, весной-летом пересыхают и зарастают травяным покровом. Косу соединяют с материком узкие перешейки, сложенные песчано-ракушечными наносами. Перешейки окаймлены со стороны моря прибойным валом.
На косе произрастает 217 видов растений, в том числе редких и исчезающих. Лиманы зарастают камышом, тростником, рогозом, частухой, бекманией, осоками. На солончаках произрастают солевыносливые растения — солерос, астра солончаковая, солянка. На песчаных дюнах произрастает колосняк гигантский. Между песчаными валами в понижениях растительность представлена луговым разнотравьем. У основания косы находится роща молодых деревьев.
Белосарайская коса — место обитания и гнездования большого количества птиц. На косе гнездятся чайки, кряквы, кулики, гуси, лебеди. В 1995 году был создан Белосарайский орнитологический заповедник, а сама территория Белосарайской косы объявлена ландшафтным заказником АН Украины. К территории Белосарайской косы также относится Приазовский цапельник — самая многочисленная колония цапель в Северном Приазовье.
В прибрежных водах водятся судак, бычок, пеленгас, камбала.

## Население и туризм
На косе располагается одноимённое село, храм Марии Магдалины, базы отдыха, Белосарайский маяк (заложен в 1835 году), мемориальный комплекс «Аллея Славы», памятник осетру, нудистский пляж.
Во времена Киевской Руси (IX—XII вв.) на этом месте был небольшой торговый город. В 1577 году татары основали крепость Балы-Сарай (Белосарай), где они торговали с генуэзскими и венецианскими купцами. Со временем она пришла в упадок. Во время переселения греков в Приазовье эти земли начали заново осваиваться.
Село представляет собой частный сектор с одно-, двух — и трёхэтажной застройкой.
С 2005 года в посёлке ведётся активное строительство коттеджей, развивается туристическая инфраструктура.
В целом на косе располагается 80 учреждений отдыха, которые могут обслуживать около 20 тысяч человек.

## Галерея

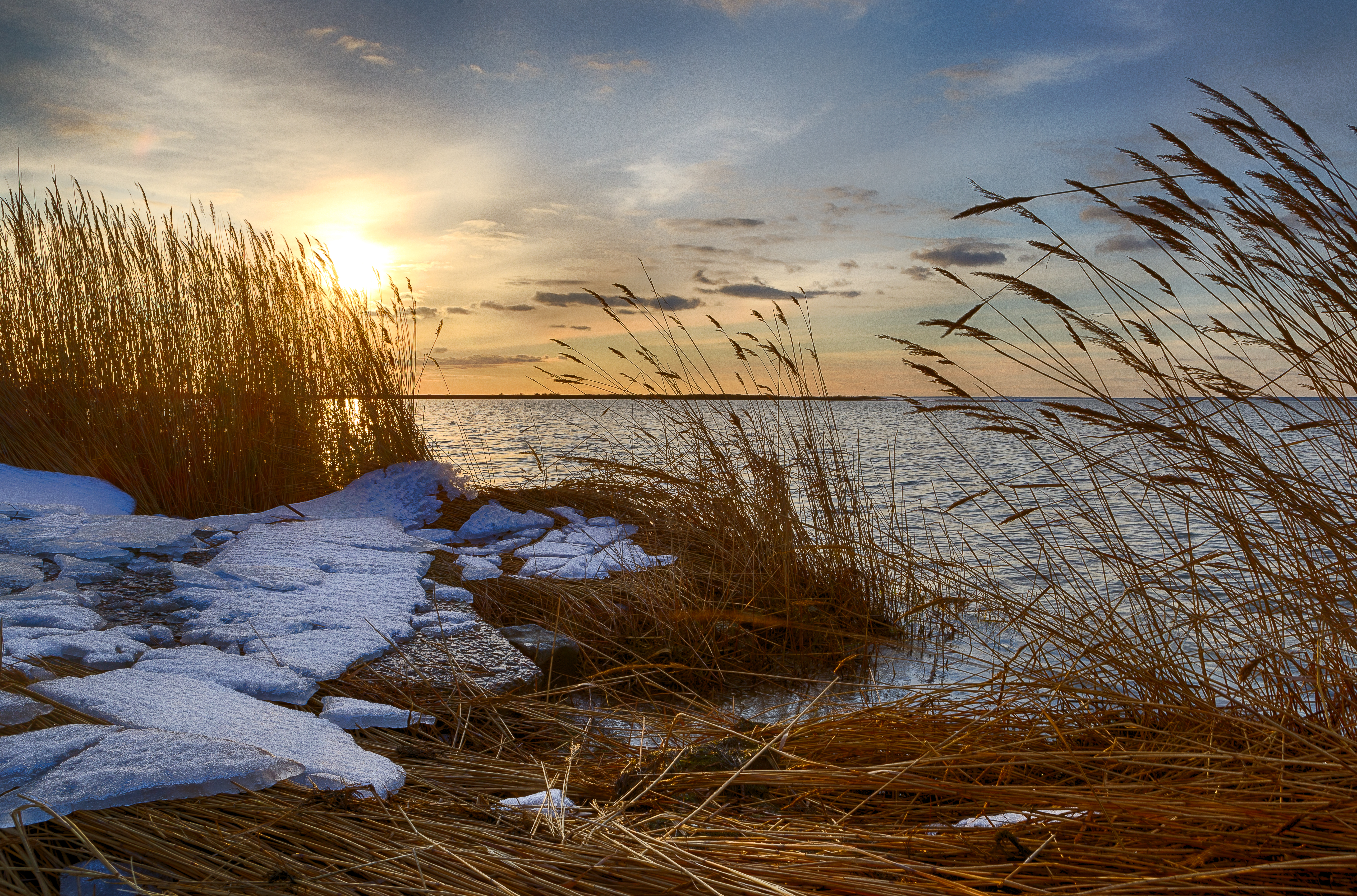
Зимний закат на косе
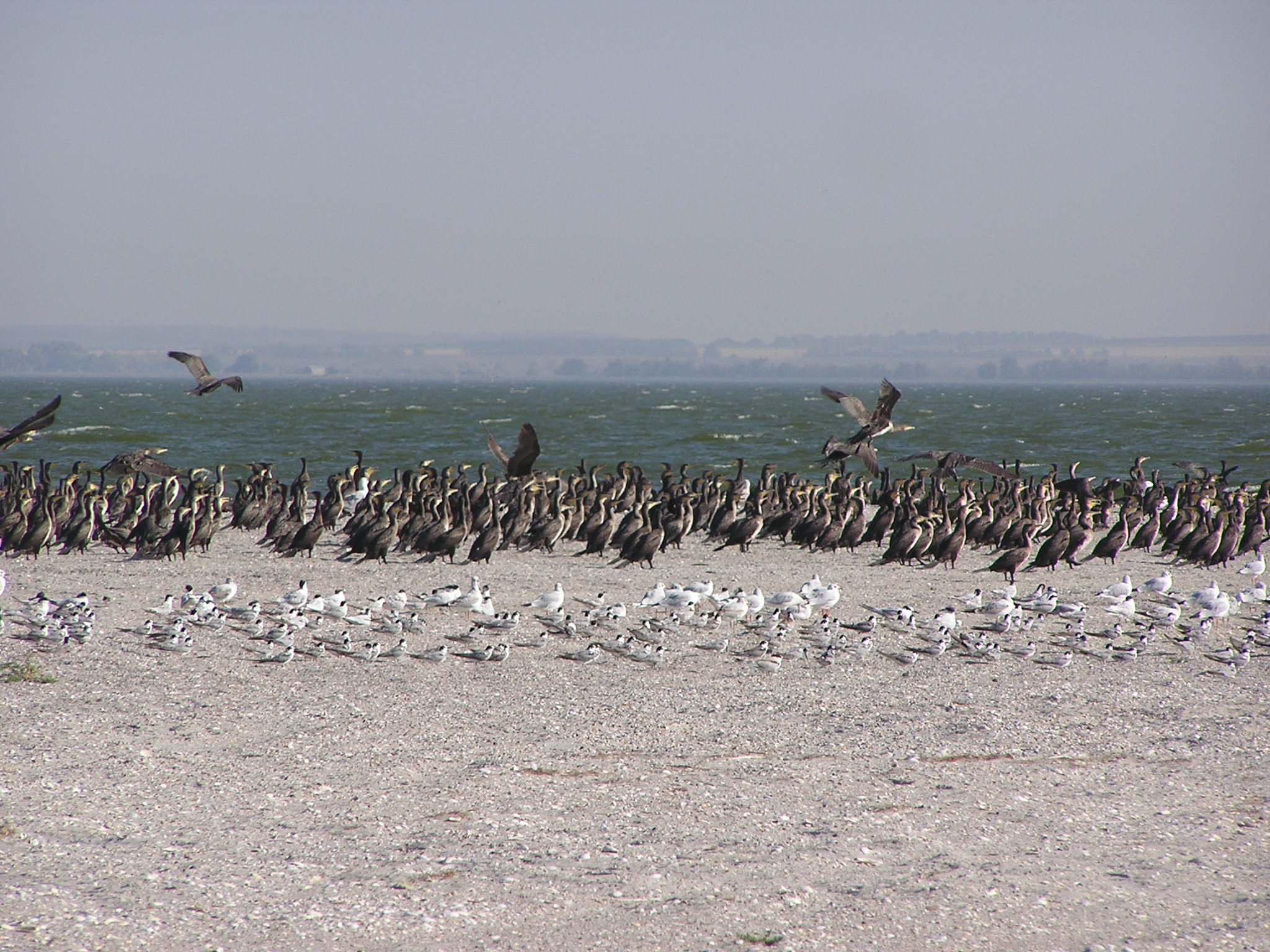
Колония больших бакланов и чаек в Белосарайском орнитологическом заказнике
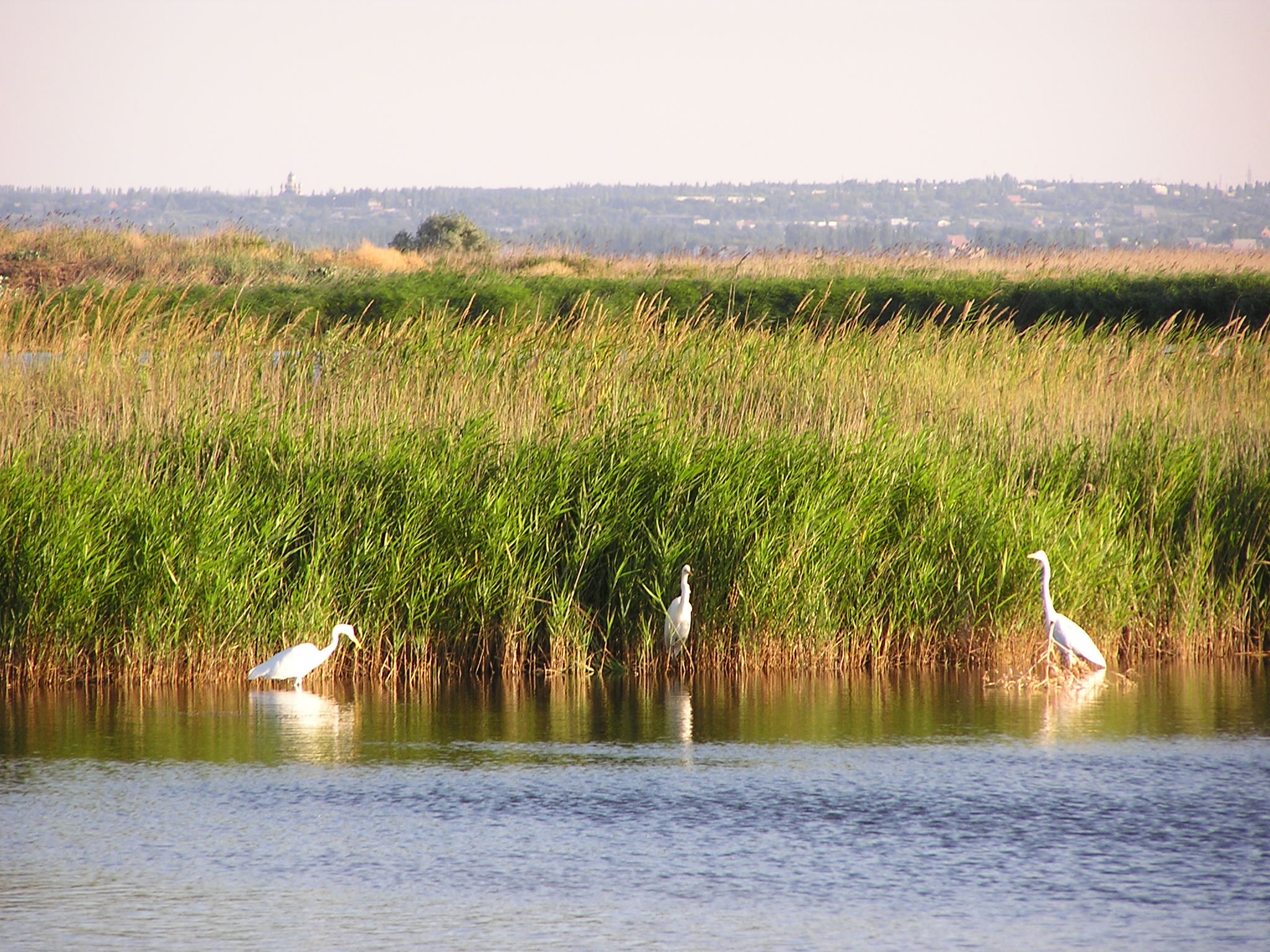
Малые белые цапли в лимане на косе
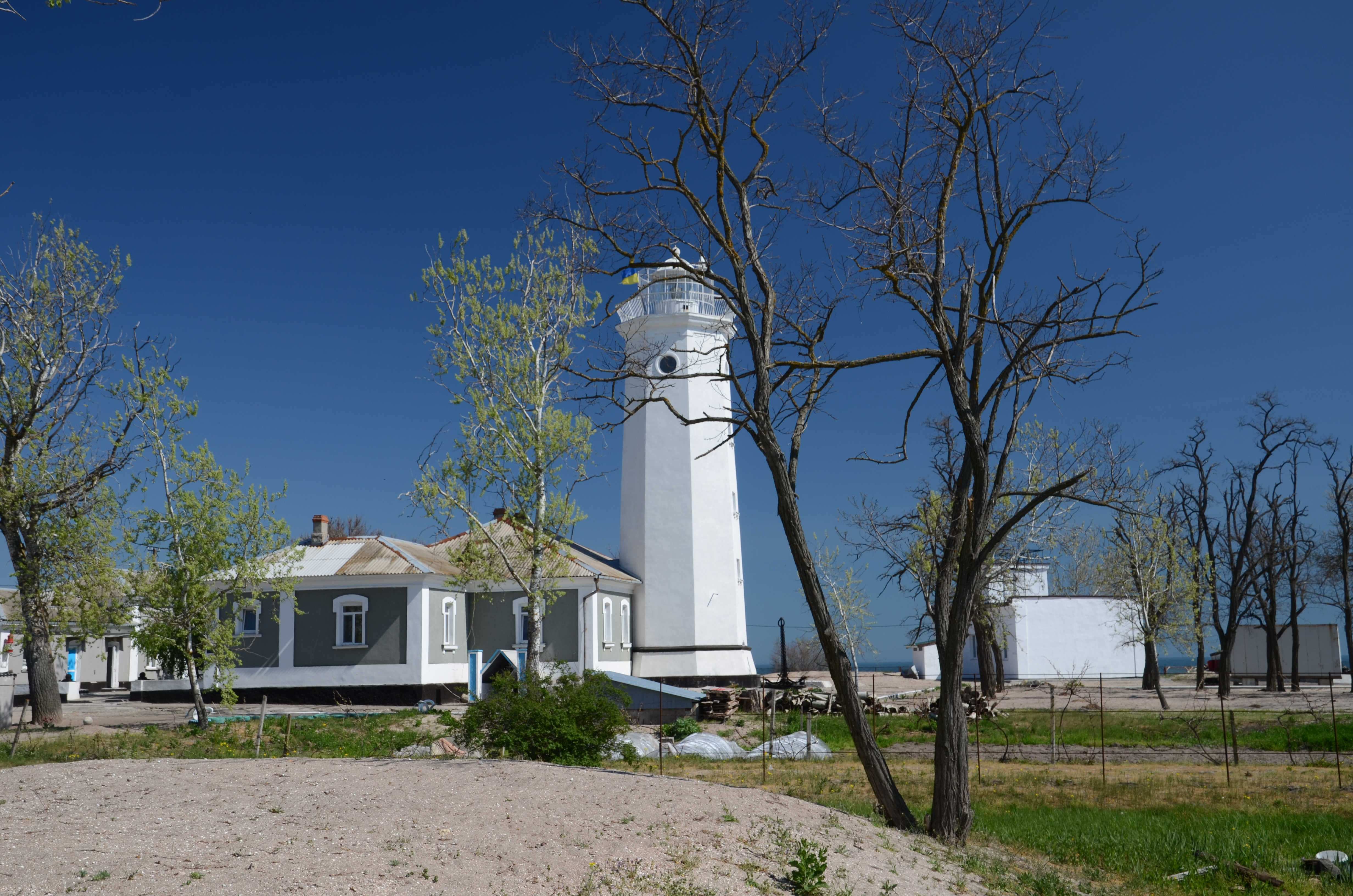
Белосарайский маяк
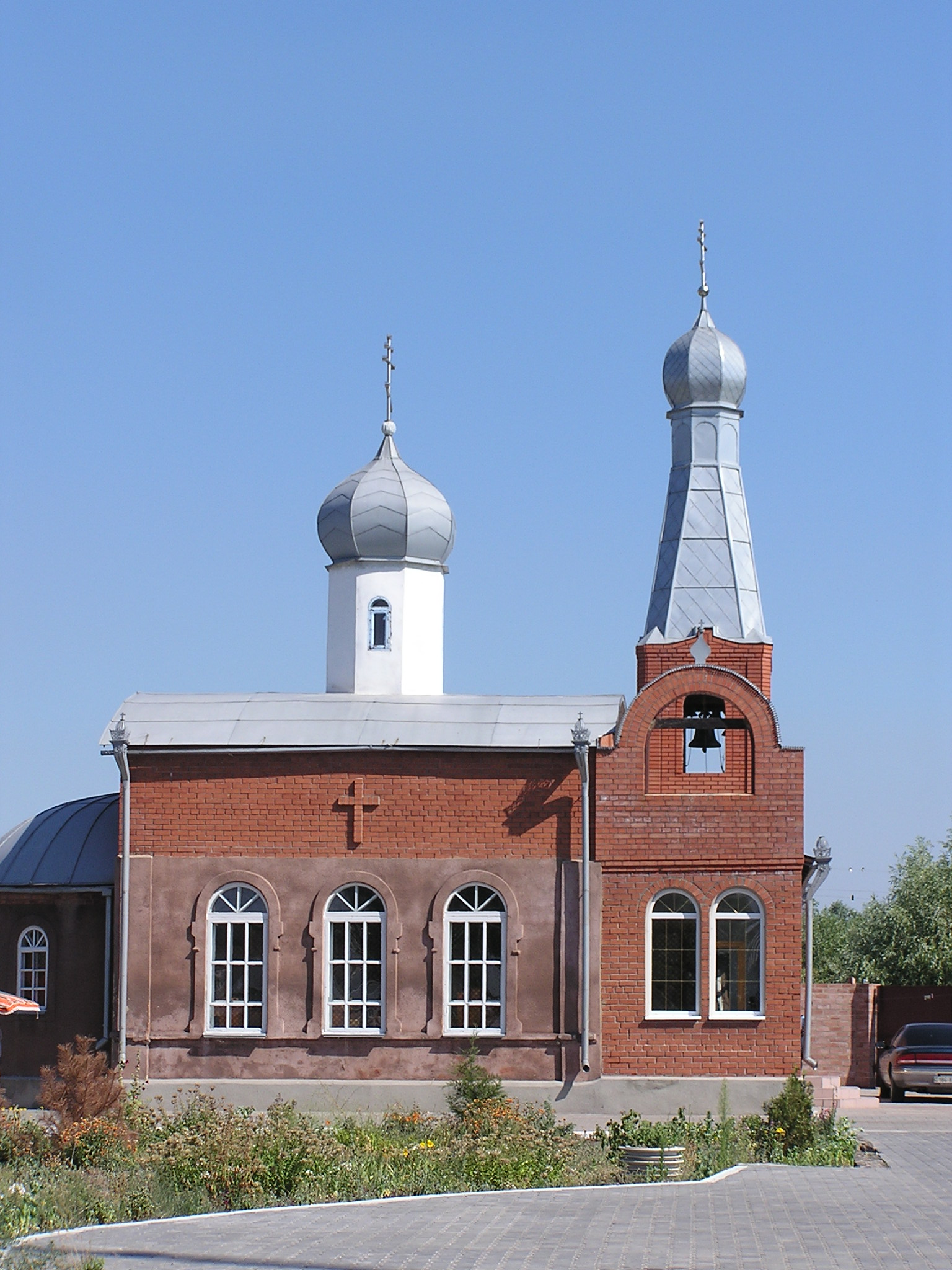
Сельский храм